# Emoções sociais
Emoções sociais são emoções que dependem de pensamentos, sentimentos ou ações de outras pessoas, "conforme experimentado, lembrado, antecipado ou imaginado em primeira mão".  As emoções sociais às vezes são chamadas de emoções morais, porque desempenham um papel importante na moralidade e na tomada de decisões morais. Em neuroeconomia, o papel que as emoções sociais desempenham na teoria dos jogos e na tomada de decisões econômicas está apenas começando a ser investigado.

## Neurociência comportamental
Depois que a imagem funcional (fMRI) se tornou popular, os pesquisadores começaram a estudar a tomada de decisões econômicas com essa nova tecnologia. Isso permite que os pesquisadores investiguem, em um nível neurológico, o papel que as emoções desempenham na tomada de decisões.

### Desenvolvimento
A capacidade de descrever situações em que uma emoção social será vivenciada surge por volta dos 7 anos, e, na adolescência, a experiência da emoção social permeia as trocas sociais cotidianas.[12] Estudos usando fMRI descobriram que diferentes regiões do cérebro estão envolvidas em diferentes grupos de idade ao realizar tarefas sócio-cognitivas e socioemocionais. Estudos que comparam adultos com adolescentes em seus processos de emoções básicas e sociais também sugerem mudanças no desenvolvimento das áreas cerebrais envolvidas. Em comparação com os adolescentes, o pólo temporal esquerdo tem uma atividade mais forte em adultos quando eles leem histórias que provocam emoções sociais. Pesquisadores acreditam que os pólos temporais são para armazenar conhecimento social abstrato. Isso sugere que o adulto pode usar o conhecimento semântico social com mais frequência ao pensar em situações socioemocionais do que os adolescentes.

## Aspecto moral
Algumas emoções sociais também são chamadas de emoções morais devido ao papel fundamental que desempenham na moralidade. Por exemplo, a culpa é o desconforto e o arrependimento que alguém sente por ter feito algo errado. É uma emoção social, pois requer a percepção de que outra pessoa está sendo magoada por esse ato; e também tem implicações na moralidade, de tal forma que o culpado, em virtude de se sentir angustiado e culpado, assume a responsabilidade pela transgressão, que pode causar o desejo de reparar ou punir a si mesmo.